# توسل به طبیعت
توسل به طبیعت (انگلیسی: Appeal to nature)، فن بلاغت برای ارائه و طرح این استدلال است که یک چیز به دلیل «طبیعی بودن» خوب است، یا به دلیل «غیرطبیعی بودن» بد است. در بحث، استدلال توسل به طبیعت را می‌توان استدلال بدی در نظر گرفت، زیرا فرض اولیه ضمنی «آنچه طبیعی است خوب است» در برخی یا بیشتر زمینه‌ها هیچ معنای واقعی فراتر از بلاغت ندارد.

## فرم‌ها
زیر ساختی از استدلال توسل به طبیعت است:
آنچه طبیعی است خوب یا درست است.

N طبیعی است.

پس ن خوب یا درست است.

آنچه غیرطبیعی است بد یا اشتباه است.

U غیرطبیعی است؛ بنابراین، U بد یا غلط است.
در برخی زمینه‌ها، استفاده از اصطلاحات «طبیعت» و «طبیعی» می‌تواند مبهم باشد و منجر به تداعی ناخواسته با مفاهیم دیگر شود. کلمه «طبیعی» همچنین می‌تواند یک عبارت جهت‌دار باشد؛ بنابراین توسل به طبیعت مصادره به مطلوب است، زیرا نتیجه مستلزم مقدمه است.